# Molophilus remotus
Molophilus remotus är en tvåvingeart som beskrevs av Alexander 1923. Molophilus remotus ingår i släktet Molophilus och familjen småharkrankar. Inga underarter finns listade i Catalogue of Life.